# Мізансцена

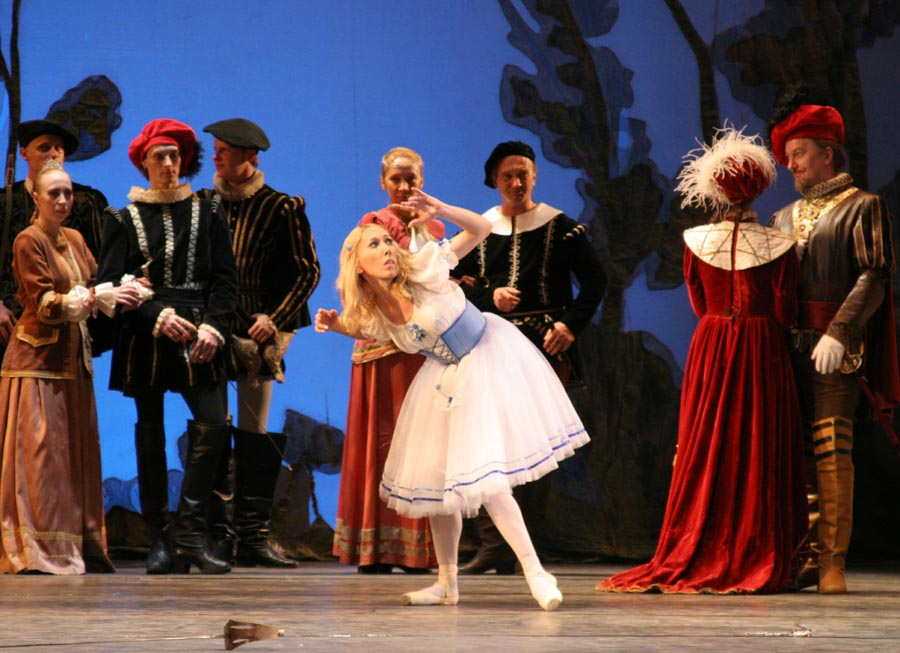
Мізансцена з балету «Жизель»

Мізансце́на (фр. mise en scène — розміщення на сцені) — розташування акторів на сцені в певному поєднанні з навколишнім речовим середовищем (декорації, реквізит тощо) в ті чи інші моменти спектаклю.

## Загальний опис
У характері побудови мізансцен знаходять своє вираження стиль жанрова природа спектаклю. Так, наприклад, класична трагедія включає строгі і монументальні мізансцени, водевіль — легкі і рухливі, побутова драма — реалістичні й переконливі. Однак можливий і зворотний, парадоксальний режисерський хід: коли мізансцена, на перший погляд суперечачи загальному стильовому рішенню вистави, переводить його звучання в іншу площину, збагачуючи його образ і надаючи додатковий об'єм.
Повноправними співавторами в розробці мізансцен, безсумнівно, виступають не тільки режисер і актор, а й художник вистави - як сценограф, так і автор костюмів. 
У більш широкому сенсі, мізансцена — підготовка і координація дій під час реалізації певного проекту.

## Історія
Термін «мізансцена» з'явився на початку XIX століття. Вперше вживання цього терміна зафіксоване в буклеті вистави «Riquet à la houppe», яку Дюбуа і Апде поставили у 1812 році.[джерело?]
До цього актори інтерпретували свою роль відповідно до театральної концепції. Автор розробляв рухи та декламацію індивідуально для кожного актора, створюючи відповідне психологічне та емоційне забарвлення сцени. Саме в середині XIX століття Ріхард Вагнер формує основні принципи драматургії та успішно впроваджує їх на сцені.
Луї Бек дю Фукьє у 1884 році опублікував підручник «Мистецтво побудови театральної естетики» (фр. L’Art de la mise en scène: Essai d’esthétique théâtrale), виклавши у ньому основні аспекти театрального мистецтва. Володимир Нижній після смерті Сергія Ейзенштейна написав книгу «Постановка», в якій виклав основні принципи кінематографу, сформовані Ейзенштейном у 1930-х роках під час викладання у Державному інституті кінематографії.